# ʿUmar ibn Hafsūn

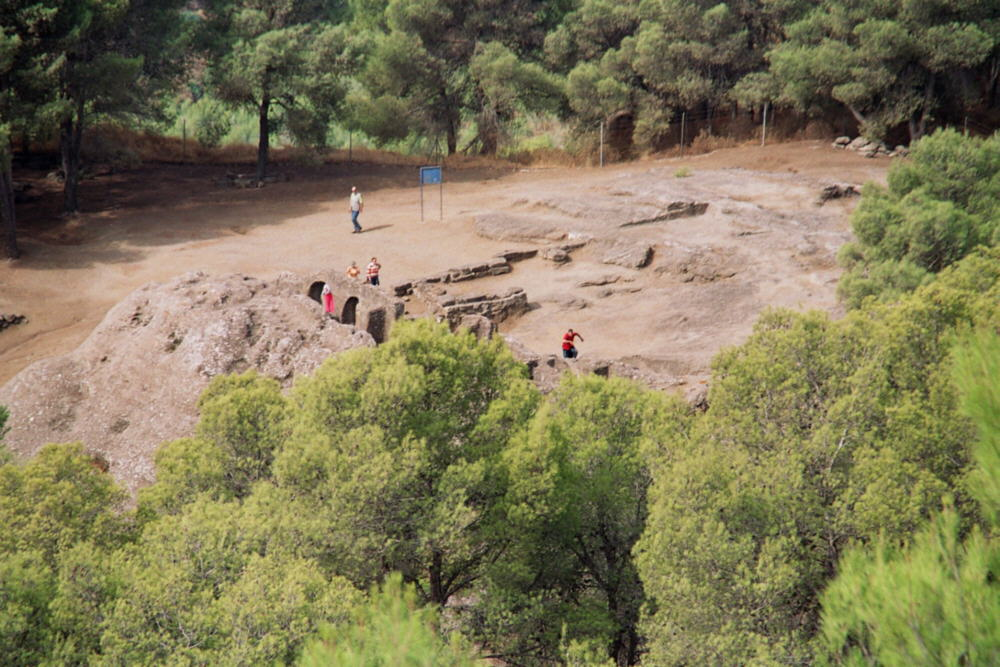
Ruinen von Bobastro

Von ibn Hafsun kontrollierte Gebiete

ʿUmar ibn Hafsūn (arabisch عمر بن حفصون, DMG ʿUmar ibn Ḥafṣūn) (* um 850; † 917) war der Führer eines Aufstandes in Al-Andalus (880–918).
Umar ibn Hafsun war Sohn begüterter muslimischer Landbesitzer in der Gegend von Ronda, die dem alten westgotischen Adel entstammten. Nach privaten Streitigkeiten und einem Totschlag um 879 sammelte er Gesetzlose um sich und machte die Gegend von Málaga unsicher. Zwar geriet er zunächst in Gefangenschaft, doch gelang ihm die Flucht nach Afrika.
Von dort kehrte er bald zurück und wurde 884 Führer der Aufständischen in den südlichen Provinzen im Emirat von Córdoba. Hauptstützpunkt wurde die Festung Bobastro bei Málaga, die auch mehreren Belagerungen durch die Umayyaden trotzte. Auf dem Höhepunkt seiner Macht beherrschte er die Provinzen Málaga und Granada und hatte enge Verbindungen zu den Aufständischen in Jaén. Er stützte sich im Kampf gegen die Umayyaden vor allem auf Berber und Mozaraber.
Er baute auch Kontakte zu den Aghlabiden und später den Fatimiden in Ifrīqiya auf, aber es gelang dem Umayyadenemir Abdallah durch das Bündnis mit den Banu Khaldun, Umar ibn Hafsun weitgehend zu isolieren. Dennoch konnte er bis zu seinem Tod von den Umayyaden nicht entscheidend geschlagen werden.
Umar ibn Hafsūn trat 898 zum Christentum über, wobei eine Deutung besagt, dass seine Anhängerschaft dadurch abgenommen haben muss. Andere Forscher der Reconquista deuten auf einen andalusischen „Nationalismus“ hin, der gleichermaßen Mozaraber und Muladíes ansprach und führen die Ermordung seines Sohnes auf den Übertritt des Letzteren zum Islam aus dem Jahre 920 zurück. Allein der Mord des Sohnes nach seiner Konversion zum Islam bezeugt die starke Widerstandskraft des Christentums in dieser südspanischen Region.
Unter seinem Sohn Sulayman konnte sich Bobastro noch bis 928 gegenüber Abd ar-Rahman III. behaupten, bevor der Aufstand niedergeschlagen und die Hafsun-Großfamilie ins Exil getrieben wurde. Die Fortdauer des Aufstandes (879–927) bestätigt die breite Unterstützung, die der sich als Abkömmling des letzten christlichen Grafen von Ronda ausgebende ibn Hafsūn in der Bevölkerung genoss.